# 4649 Sumoto
4649 Sumoto (1936 YD) là một tiểu hành tinh vành đai chính được phát hiện ngày 20 tháng 12 năm 1936 bởi M. Laugier ở Nice.

## Tên
Tênd after the city thuộc Sumoto, hometown thuộc Syuichi Nakano who found the identifications involving thlà mộtsteroid.